# Aricia hercynica
Aricia hercynica är en fjärilsart som beskrevs av Høgh-guldberg och Jarvis 1970. Aricia hercynica ingår i släktet Aricia och familjen juvelvingar. Inga underarter finns listade i Catalogue of Life.